# The Saga of the Viking Women and Their Voyage to the Waters of the Great Sea Serpent
The Saga of the Viking Women and Their Voyage to the Waters of the Sea Serpent é um filme americano dirigido por Roger Corman e lançado em 1958, estrelado por Abby Dalton, Susan Cabot e June Kenney.

## Enredo
Algumas mulheres vikings vão para o mar, procurando por seus homens desaparecidos, e encontram uma serpente gigante semelhante a um dragão.

## Elenco
- Abby Dalton como Desir
- Susan Cabot como Enger
- Brad Jackson como Vedric
- June Kenney como Asmild
- Richard Devon como Stark
- Betsy Jones-Moreland como Thyra
- Jonathan Haze como Ottar
- Jay Sayer como Senya
- Lynn Bernay como Dagda
- Sally Todd como Sanda
- Gary Conway como Jarl
- Mike Forrest como Zarko
- Wilda Taylor como Grimolt Dancer

## Produção
Corman se inspirou em fazer filme depois de ter ficado impressionado com uma apresentação dos especialistas em efeitos especiais Irving Block e Jack Rabin. Mais tarde, ele sentiu que o orçamento era inadequado para executar o que eles queriam e disse que o filme lhe ensinou uma importante lição sobre não fazer filmes em larga escala com um orçamento baixo. No primeiro dia de filmagem, a atriz que Corman tinha escalado, Kipp Hamilton, pediu por mais dinheiro, então ele a demitiu e promoveu a atriz Abby Dalton.